# Tomas Bannerhed

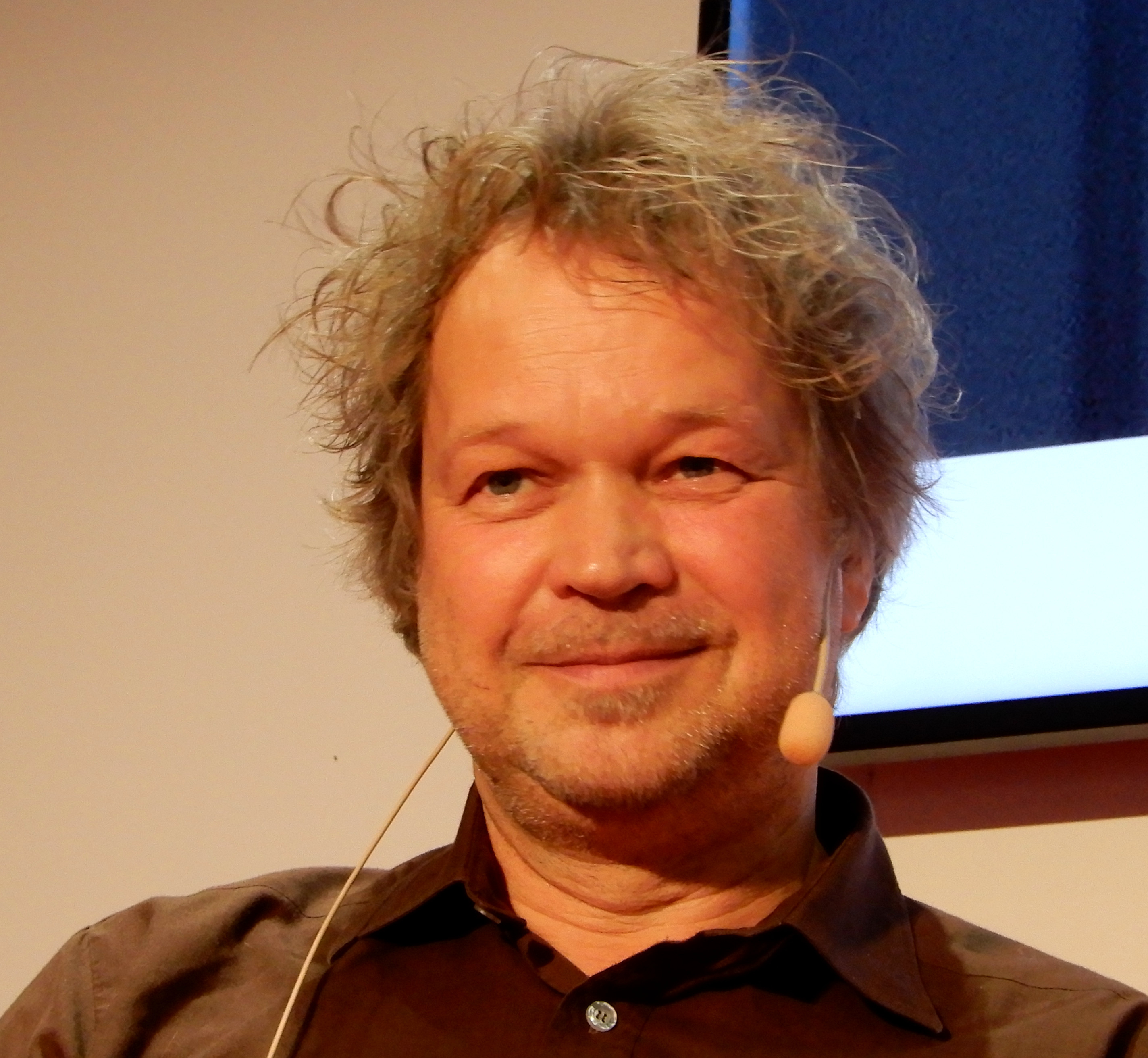
Tomas Bannerhed på Bokmässan i Göteborg 2022

Bengt Tomas Christer Bannerhed, född 28 maj 1966 i Karlskrona, är en svensk författare. Han slog igenom 2011 via debutromanen Korparna, som vann Augustpriset. Därefter har han bland annat medverkat i radio med Bannerheds bevingade vänner och publicerat Lugnet. 

## Biografi

### Bakgrund ochKorparna
Bannerhed växte upp i Uråsa i Småland och gjorde sin skönlitterära debut med romanen Korparna, som utkom 2011. Boken, i en fortsättningslinje från statarskolan om en sista småländsk småbrukargeneration och det naturnära glesbygdslivet på 1970-talet. Romanen fick god kritik, och DN:s recensent skrev "Det är svårt att begripa att ”Korparna” verkligen är en debut. Det är ett moget författarskap, oerhört intressant, som det ska bli roligt att följa." Bannerhed skrev på boken under 10 år innan den gavs ut.
Korparna belönades med Augustpriset i den skönlitterära klassen 2011. Juryns motivering löd "På Undantaget kommer ingen undan sin natur. Vare sig det rör sig om jorden eller genetiken. Det handlar om far och son, om arv och miljö, om fåglar och frihetslängtan. Korparna är en klassisk utvecklingsroman, stadigt rotad i den svenska litteraturtraditionen. Men framförallt är den en roman om naturen i betraktarens öga. Och genom den unge Klas klara blick får vi se den återfödas i all sin obönhörliga storslagenhet: dödlig och frodig, sällsam och magisk. Tomas Bannerhed plöjer helt nya fåror i ordbruket. Vi kan inte annat än förundras över denna rikedom: från rönnbärens färg till rördrommens flykt."
Året efter belönades Bannerhed med Borås Tidnings debutantpris för Korparna. Juryns motivering löd där "För en roman som med tyngd och trovärdighet rör sig över gränsen mellan yttre och inre landskap och med sagoton och saklighet öppnar sig mot en nära historia där utvecklingens offer ännu är oräknade."
2017 hade långfilmen Korparna, baserad på Bannerheds roman, premiär.

### Senare produktion
2015 kom fågelprosasamlingen I starens tid. Boken, som är ett samarbete mellan Bannerhed och fotografen Brutus Östling, har även givits ut på tyska. Den gav dessutom upphov till den uppmärksammade programserien Bannerheds bevingade vänner i Sveriges Radio P1.
2018 publicerades Lugnet, Bannerheds andra roman. Handlingen kretsar kring Urban, som flyttad från en trasig familj på den blekingska landsbygden till Stockholm, i ett försök att skapa sig ett nytt liv.
Utöver sin litterära karriär har Bannerhed arbetat som universitetslärare och redaktör (för Stockholms utbildningsförvaltnings tidning Lära Stockholm).

## Priser och utmärkelser
- 2011 – Augustpriset för Korparna
- 2011 – Studieförbundet Vuxenskolans författarpris[10]
- 2012 – Borås Tidnings debutantpris för Korparna[11]
- 2012 – Växjö kommuns kulturpris[12]
- 2013 – Sigtunastiftelsens författarstipendium
- 2015 – Stipendium ur Gerard Bonniers donationsfond av Svenska Akademien
- 2017 – Klockrikestipendiet, av Harry Martinson-sällskapet[13]